# Günter Krauthausen
Günter Krauthausen (* 15. Juni 1954) ist ein deutscher Mathematikdidaktiker. Seit 1996 ist er Professor an der Universität Hamburg.

## Werdegang
Nach dem Grundschul-Lehramtsstudium (Unterrichtsfächer: Mathematik, Deutsch und Sport) in Aachen bestand Krauthausen erfolgreich die beiden Staatsexamen 1977 in Aachen sowie 1979 in Düsseldorf. Anschließend war er in Düsseldorf für insgesamt elf Jahre Grundschullehrer sowie partiell parallel zum Schuldienst für zehn Jahre Fachseminarleiter für Mathematik am Studienseminar für die Primarstufe in Düsseldorf. Von 1988 bis 1990 war Krauthausen Landesfachberater des Kultusministeriums Nordrhein-Westfalens für Neue Technologien in Grundschulen an der Zentralen Beratungsstelle für Neue Technologien am Landesinstitut für Schule und Weiterbildung in Soest.
Im Rahmen des Forschungsprojekts mathe 2000 der Initiatoren Erich Wittmann und Gerhard N. Müller wurde Krauthausen von 1990 bis 1994 an die Universität Dortmund abgeordnet, wo er 1994 promoviert wurde. Nach weiteren zwei Jahren am Studienseminar Düsseldorf berief ihn die Universität Hamburg 1996 auf eine Professur für Didaktik der Mathematik mit dem Schwerpunkt mathematischer Anfangsunterricht, die er bis zum Beginn seines formalen Ruhestands im Jahre 2021 innehatte. Er unterhält Forschungskontakte zur University of Hawai'i/Manoa, die er im Laufe der Jahre neun Mal besuchte und dabei zahlreiche Gelegenheiten für eigene Unterrichtsversuche in dortigen Grundschulen nutzte.
Krauthausen ist Mitglied der Gesellschaft für Didaktik der Mathematik (GDM) und war Mitglied des Deutschen Zentrum für Lehrerbildung Mathematik (DZLM). Darüber hinaus war er von 2004 bis 2007 Mitglied des Beirats der GDM. Anschließend war er von 2008 bis 2009 Mitglied des Beratungsausschusses des Journal für Mathematik-Didaktik (JMD), eine von der GDM herausgebende internationale wissenschaftliche Zeitschrift. Zudem war Krauthausen 2008 Jurymitglied beim GDM-Förderpreis Young Researchers Promotion Award.

## Forschungsschwerpunkte
Günter Krauthausen forscht unter anderem seit 1988 über Digitale Medien und deren Einsatz im Mathematikunterricht für die Grundschule. Hieraus entwickelte er einige Software für das Mathematiklernen im Grundschulalter, wie zum Beispiel, die Software Blitzrechnen für Kopfrechentraining (1997/98) und Zahlenforscher mit zehn Forschungsaufgaben für das Aufgabenformat Zahlenmauern. Von 2009 bis 2013 entwickelte er mit weiteren Mathematikdidaktikern das SINUS-Programm für eine Anwendung im Grundschulunterricht weiter.
2008 initiierte Krauthausen im Rahmen des Ideenwettbewerbs Kopf und Zahl des Bundesministeriums für Bildung und Forschung das Projekt LieZah, in der die Lieblingszahlen von ca. 3700 Hamburger Grundschulkinder abgefragt wurden.
Des Weiteren beschäftigt er sich mit konzeptionellen Fragen der Lehrerbildung. So publizierte er zusammen mit der Professorin für Didaktik der Mathematik an der Universität Duisburg-Essen Petra Scherer 2000 das Buch Einführung in die Mathematikdidaktik. Dieser richtet sich primär an Lehramtsstudierende der Primarstufe. Es genießt an vielen Universitäten und weiteren Instituten für Lehrerbildung in Deutschland, Österreich sowie in der Schweiz hohe Akzeptanz und ist als Standardwerk zur Mathematikdidaktik daher stark verbreitet. Die vierte Auflage erschien 2018 ohne Beteiligung Scherers unter dem Titel Einführung in die Mathematikdidaktik – Grundschule.

## Publikationen (Auswahl)

### Schriften
- Einführung in die Mathematikdidaktik – Grundschule. 4. Auflage, Berlin 2018.
- mit Petra Scherer: Natürliche Differenzierung im Mathematikunterricht – Konzepte und Praxisbeispiele aus der Grundschule. Seelze 2014, 2. Aufl. 2019.
- Digitale Medien im Mathematikunterricht der Grundschule. Heidelberg 2012.
- mit Petra Scherer: Einführung in die Mathematikdidaktik. 3. Auflage, Heidelberg 2007.
- mit Petra Scherer: Mit Kindern auf dem Weg zur Mathematik. Ein Arbeitsbuch zur Lehrerbildung. Donauwörth 2004.
- mit Petra Scherer: Einführung in die Mathematikdidaktik. 2. Auflage, Heidelberg 2002.
- mit Petra Scherer: Einführung in die Mathematikdidaktik. 1. Auflage, Heidelberg 2000.
- Lernen – Lehren – Lehren lernen. Zur mathematik-didaktischen Lehrerbildung am Beispiel der Primarstufe. Leipzig 1998.
- Arithmetische Fähigkeiten von Schulanfängern: Eine Computersimulation als Forschungsinstrument und als Baustein eines Softwarekonzeptes für die Grundschule. Wiesbaden 1994.
- mit Volker Hermann: Computereinsatz in der Grundschule?: Fragen der didaktischen Legitimierung und der Software-Gestaltung. Stuttgart 1994
- Griechische Kinder, Eltern, Lehrer und die deutsche Schule. Soziokulturelle Hintergrundinformationen, Pädagogische Folgerungen. Düsseldorf 1982

### Software
- Zahlenforscher 1: Zahlenmauern. CD-ROM & Didaktisches Handbuch. Donauwörth 2006.
- Blitzrechnen. Kopfrechnen im 3. und 4. Schuljahr. CD-ROM. Leipzig 1998.
- Blitzrechnen. Kopfrechnen im 1. und 2. Schuljahr. CD-ROM. Leipzig 1997.

## Auszeichnungen
- 1997: Deutscher Bildungssoftwarepreis digita als Autor der Software Blitzrechnen. Kopfrechnen im 1. und 2. Schuljahr
- 1998: Nominierung für Deutscher Bildungssoftwarepreis digita als Autor der Software Blitzrechnen. Kopfrechnen im 3. und 4. Schuljahr
- 2006: Comenius-EduMedia-Siegel als Autor der Software Zahlenforscher
- 2006: Nominierung für Softwarepreis GIGA-Maus als Autor der Software Zahlenforscher
- 2008: Nominierung für Deutscher Bildungssoftwarepreis digita als Autor der Software Zahlenforscher
- 2008: Preisträger des BMBF-Wettbewerbs Kopf und Zahl mit dem Projekt LieZah
- 2011: Lehrpreis für Lehrleistungen an der Fakultät für Erziehungswissenschaft, Psychologie und Bewegungswissenschaft (epb) der Universität Hamburg für herausragende und innovative Lehrleistungen für die Veranstaltung Vorlesung zum Fachdidaktischen Grundlagenstudium Mathematik